# Lisewo (powiat pucki)
Lisewo (kaszb. Lësewò, niem. Lissau) – wieś kaszubska w Polsce położona w województwie pomorskim, w powiecie puckim, w gminie Krokowa.
W latach 1975–1998 miejscowość należała administracyjnie do województwa gdańskiego.

## Historia
Pierwsze wzmianki o wsi pochodzą z XIV wieku. Była to wieś rycerska. Wieś szlachecka Lisowo położona była w II połowie XVI wieku w powiecie puckim województwa pomorskiego. Na przełomie XVII i XVIII wieku wieś stała się własnością rodu Krokowskich. W latach 30. XX wieku w ramach małej reformy rolnej ziemie zostały rozparcelowane. Nastąpił napływ ludności z Podhala.

### Zabytki
- Dziewiętnastowieczne młyny wodne nad Czarną Wodą, murowano-ryglowe, obok dom młynarza[8].